# Lockheed C-5 Galaxy
Lockheed C-5 Galaxy – ciężki, wojskowy samolot transportowy zbudowany przez amerykańską wytwórnię Lockheed Corporation, zaprojektowany w celu zapewnienia strategicznego, międzykontynentalnego transportu wojska i sprzętu wojskowego jako następca wycofanego ze służby C-141 Starlifter. C-5 Galaxy jest największym amerykańskim wojskowym samolotem transportowym i jedną z największych tego typu maszyn na świecie (większe od niego są w kolejności od największego: Airbus A380 i An-124 Rusłan). Jedynym użytkownikiem C-5 Galaxy na świecie są Siły Powietrzne Stanów Zjednoczonych.

## Zadania
Samoloty C-5 Galaxy wraz z mniejszymi Boeing C-17 Globemaster III są wykorzystywane przez amerykańskie Dowództwo Transportu Powietrznego Air Mobility Command do globalnego transportu wyposażenia wojskowego dla amerykańskich sił zbrojnych. C-5 jest zdolny do przewożenia całych w pełni wyposażonych jednostek wojskowych wraz z ciężkim sprzętem, włączając w to czołgi, w dowolne miejsce na świecie, zapewniając konieczne wsparcie dla walczących sił.

## Historia
W 1961 roku kilka amerykańskich wytwórni lotniczych przystąpiło do opracowywania ciężkiego samolotu transportowego o napędzie odrzutowym, który miałby zastąpić ówcześnie wykorzystywane Douglas C-133 Cargomaster i Lockheed C-141 Starlifter. Pod koniec 1963 roku przedstawiono projekt maszyny oznaczonej jako CX-4, ale ze względu na to, że Armia Stanów Zjednoczonych zgłosiła zapotrzebowanie na transportowiec większy niż C-141, a proponowany samolot nie oferował znacznego wzrostu ładowności w porównaniu do Starliftera, został on odrzucony. Do końca 1963 roku opracowano nową koncepcję transportowca CX-X o masie własnej 250 000 kg, maksymalnej ładowności 82 000 kg i prędkości 919 km/h (0,75 Ma). Wymiary przestrzeni ładunkowej wynosiły: 5,2 m szerokości × 4,1 m wysokości × 30 m długości, z dostępem zarówno przez przednie, jak i tylne drzwi ładunkowe.
Oferta na maszynę CX-HLS (od ang. Heavy Logistics System) poprzednio oznaczoną jako CX-X została przedstawiona w 1964 roku, a nowy samolot był wyposażony w cztery silniki zamiast sześciu proponowanych we wcześniejszych wersjach CX-X. Pod koniec 1964 roku wysłano specyfikację transportowca do wytwórni lotniczych Boeing, Douglas, General Dynamics, Lockheed i Martin Marietta. Konstrukcję silników zaproponowano wytwórniom General Electric, Curtiss-Wright Corporation i Pratt & Whitney. W kwietniu 1965 roku ostatecznie wybrano samolot projektu Lockheeda z silnikami opracowanymi przez General Electric.
Budowę pierwszego egzemplarza rozpoczęto w sierpniu 1966 roku. Ukończony C-5A Galaxy został uroczyście wytoczony z hangaru 2 marca 1968 roku w celu przeprowadzenia testów naziemnych. Podczas uroczystości, która odbyła się w zakładach w Marietta Georgii obecnych było 10 000 pracowników Lockheeda oraz prezydent Stanów Zjednoczonych Lyndon B. Johnson. 30 czerwca 1968 roku maszyna została oblatana, a po zakończeniu testów w grudniu 1969 roku przekazana do bazy sił powietrznych Altus w Oklahomie, gdzie 17 grudnia tego samego roku rozpoczęto szkolenie personelu. Pierwsza seryjna maszyna trafiła do bazy lotniczej w Charleston w Karolinie Południowej 6 czerwca 1970 roku, a kolejne do następnych baz sił powietrznych i Gwardii Narodowej.
W połowie lat 70. pojawił się problem ze zmęczeniowym pękaniem struktury skrzydeł, co doprowadziło do ograniczenia ładowności maszyn do 22 700 kg, a docelowo wymiany skrzydeł na znacznie wytrzymalsze zbudowane z nowo opracowanych stopów aluminium niedostępnych w chwili konstruowania pierwszych egzemplarzy C-5 Galaxy. W latach 1981–1986 objęto programem wymiany skrzydeł 77 samolotów C-5A, z których ostatni przebudowano w lipcu 1986 roku.
W styczniu 1986 roku rozpoczęto badania w locie unowocześnionej wersji C-5B Galaxy o wzmocnionej strukturze skrzydeł i unowocześnionej awionice. Łącznie wprowadzono ponad 100 usprawnień poprawiających zwrotność i niezawodność maszyny. Zbudowano 50 egzemplarzy tej wersji, z których ostatnie przekazano do służby w kwietniu 1989 roku.
Dwa specjalnie zmodyfikowane C-5C Galaxy zbudowano dla NASA, gdzie miały pełnić rolę transportowców przewożących bardzo duże ładunki do kosmodromu, takie jak satelity, oraz inne elementy niemożliwe do przetransportowania mniejszymi samolotami. W wersji C-5C wprowadzono szereg modyfikacji, z których największą było zainstalowanie drugiego wlotu powietrza dla dodatkowych źródeł zasilania, które mogą stanowić niezależne źródło mocy dla przewożonego ładunku. Samoloty C-5C są pilotowane przez załogi USAF oddelegowane do NASA.
C-5 Galaxy jest największym samolotem, który kiedykolwiek wylądował na Antarktydzie. Na lotnisku Williams Field niedaleko stacji badawczej McMurdo po raz pierwszy przeprowadzono lądowanie C-5 w 1989 roku.
Ocenia się, że resurs płatowców został wykorzystany w około 20%, dlatego w 1998 roku rozpoczęto kolejny program modernizacji maszyn polegający na zaimplementowaniu nowego globalnego systemu zarządzania ruchem lotniczym GATM (Global Air Traffic Management), unowocześnionych systemów nawigacyjnych i zabezpieczających, a także nowego systemu autopilota. Kolejną planowaną modyfikacją jest wymiana silników na nowe, mocniejsze i bardziej niezawodne General Electric CF6-80, oraz nowocześniejsze jednostki APU. Silniki CF6-80 generują o 22% większy ciąg niż standardowe jednostki napędowe C-5, co skutkuje skróceniem rozbiegu o 30% i wzrostem prędkości wznoszenia o 38%. Wzrośnie również maksymalny udźwig maszyny oraz jej zasięg. Program modernizacji oznaczony jako C-5M został zaplanowany na 40 lat i zakłada utrzymanie co najmniej 75% obecnej floty C-5 w stanie zdolnym do użytkowania, a prawdopodobne oszczędności związane z modernizacją maszyn oceniono na 20 miliardów dolarów. Modernizacja pierwszej ze 111 maszyn C-5M została ukończona 16 maja 2006 roku (w 2019 ze 131 zbudowanych egzemplarzy w służbie pozostało 52).
Od momentu wprowadzenia C-5 Galaxy do służby, wycofano 15 egzemplarzy wersji C-5A. Wszystkie maszyny przeznaczono do badań wytrzymałościowych struktur płatowca, kierując 13 z nich do AMARC (Aerospace Maintenance and Regeneration Center – centrum utrzymania i regeneracji statków powietrznych). Maszyny te są poddawane destrukcyjnym badaniom mającym określić wpływ korozji i zmęczenia materiału na wytrzymałość konstrukcji.

## Konstrukcja

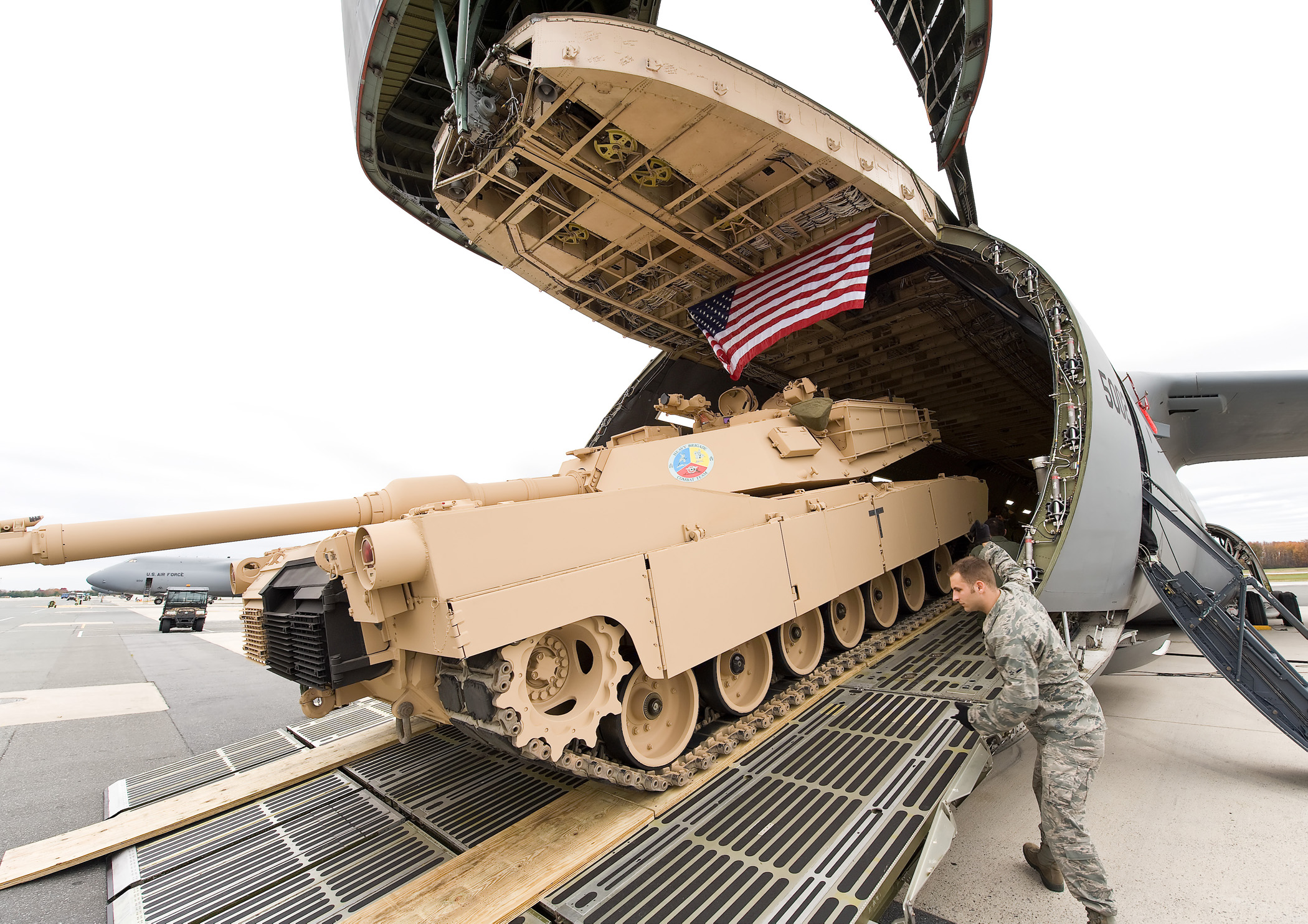
Załadunek czołgu przez otwarty dziób

C-5 Galaxy jest samolotem transportowym zbudowanym w konfiguracji górnopłatu z charakterystycznym statecznikiem pionowym w kształcie litery T i skośnymi pod kątem 25 stopni skrzydłami. Napęd maszyny stanowią cztery silniki turbowentylatorowe General Electric CF6 zainstalowane na pylonach pod skrzydłami, a kształt C-5 jest podobny do jej mniejszego poprzednika C-141 Starlifter. C-5 Galaxy posiada 12 zbiorników paliwa wewnątrz skrzydeł z możliwością tankowania w powietrzu. Z tankowaniem w locie zasięg maszyny jest ograniczony jedynie wytrzymałością załogi. Galaxy posiada dwoje drzwi załadunkowych, jedne pod ogonem, a drugie pod unoszoną częścią dziobową, które umożliwiają załadunek z obu stron.
- Przestrzeń ładunkowa maszyny ma wymiary 37 m długości, 4,1 m wysokości i 5,8 m szerokości, co daje pojemność 880 m³.
- Na górnym pokładzie ponad przestrzenią ładunkową znajduje się miejsce dla 73 pasażerów, nie licząc załogi.
- C-5 Galaxy jest zdolny do wystartowania z pełnym obciążeniem z pasa startowego o długości 2530 m i wylądowanie na odcinku o długości 1490 m.
- Prędkość przeciągnięcia przy lądowaniu jest relatywnie niska i wynosi 114 węzłów, czyli 210 km/h.
- Podwozie główne maszyny jest czterogoleniowe, na każdej goleni jest 6-kołowy wózek. Podwozie przednie jest jednogoleniowe, z 4 kołami.
- Dziób maszyny i tylna rampa załadunkowa otwierają się w taki sposób, że udostępniają pełną szerokość i wysokość przestrzeni ładunkowej przyspieszając i ułatwiając załadunek.
- Podwozie samolotu ma funkcję obniżania wysokości kadłuba względem ziemi tak, że pokład maszyny jest na tym samym poziomie co przestrzeń ładunkowa ciężarówek – co znacznie ułatwia przeładunek.
- Rampy załadunkowe z obu stron maszyny mają pełną szerokość przestrzeni ładunkowej, co umożliwia jednoczesny wjazd dwóch równolegle ustawionych pojazdów.
- System MADAR jednocześnie nadzoruje i diagnozuje usterki w ponad 800 punktach maszyny.

Sylwetka C-5 Galaxy jest podobna do poprzedniego transportowca Lockheeda C-141 Starlifter, ale znacznie od niego większa. Zastosowano ten sam układ usterzenia ogonowego w kształcie litery T i skrzydła o 25-stopniowym skosie, na których zainstalowano 4 turbowentylatorowe silniki. C-5 Galaxy jest zdolny do przeniesienia prawie każdego rodzaju sprzętu wojskowego włączając w to 74-tonowy most nożycowy lub jeden czołg ciężki typu Abrams w dowolny punkt na świecie.

## Wersje C-5 Galaxy

### C-5A

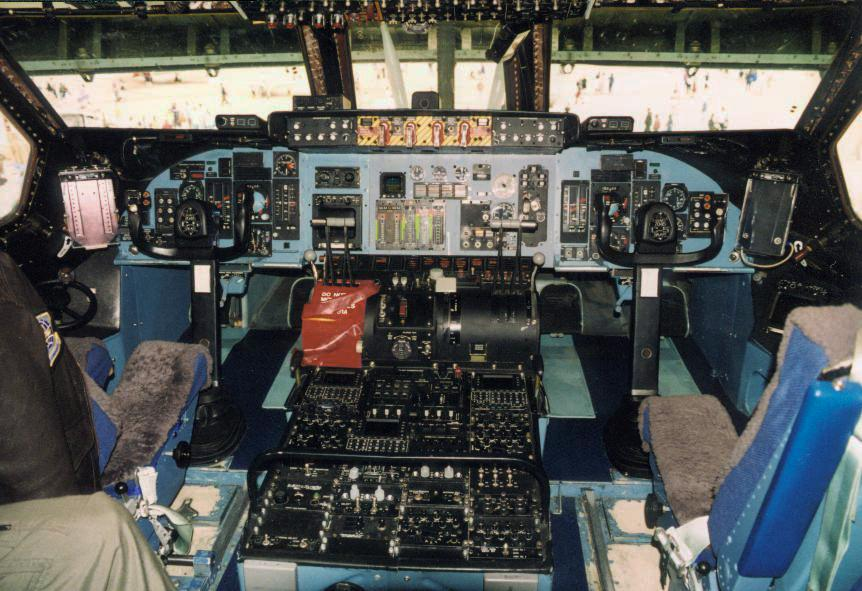
Widok urządzeń awionicznych w kabinie C-5A

Pierwszą wersją C-5 Galaxy jest C-5A, a w latach 1969–1973 dostarczono dla amerykańskich sił powietrznych 81 maszyn tego typu. W połowie lat 70. na skutek wykrytych w strukturze skrzydeł mikropęknięć ograniczono maksymalną ładowność maszyn, a później opracowano nowy typ skrzydeł. W ramach programu wymiany skrzydeł prowadzonego od 1981 do 1987 roku zmodernizowano 77 samolotów C-5A. Zmiany w skrzydłach polegały na zastosowaniu nowych stopów aluminium, które nie były dostępne w momencie projektowania i budowy pierwszych maszyn.

### C-5B
C-5B jest zmodernizowaną wersją C-5A z wszystkimi modyfikacjami wprowadzonymi podczas eksploatacji takimi jak nowe skrzydła, unowocześnione silniki TF-39-GE-1C czy nowsza awionika. Od 1986 do 1989 roku dostarczono do baz USAF 50 maszyn tego typu.

### C-5C
Specjalnie zmodyfikowana wersja samolotu do przenoszenia dużych ładunków. Dwie maszyny C-5 Galaxy zostały przebudowane poprzez zdemontowanie pokładu pasażerskiego nad ładownią, a ich przeznaczeniem jest przenoszenie wielkogabarytowych ładunków, takich jak satelity, dla potrzeb NASA. Poza demontażem pokładu przeprowadzono kilka mniejszych modyfikacji takich jak dodanie drugiego gniazda zasilania energią z generatorów lotniskowych, dla potrzeb urządzeń będących ładunkiem samolotu. Załogi obu maszyn stanowią piloci amerykańskich sił powietrznych. Oba C-5C Galaxy stacjonują w bazie lotniczej Travis w Kalifornii. W styczniu 2007 roku jedna z maszyn przeszła program modernizacji awioniki.

### C-5M

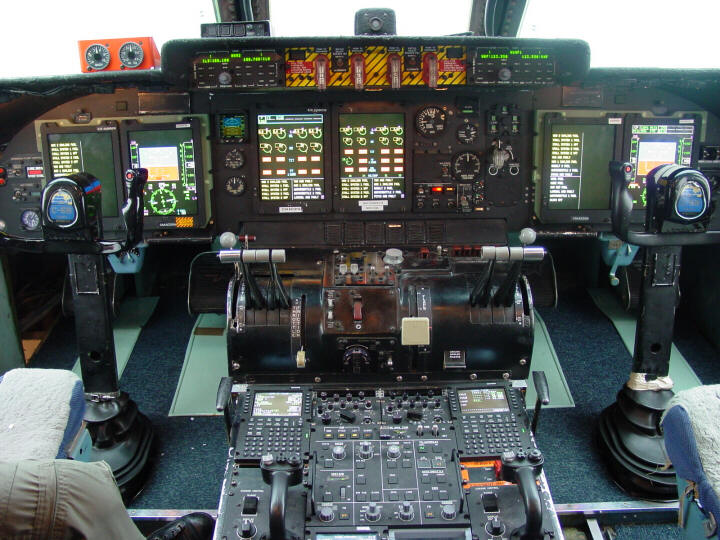
Panel instrumentów pokładowych C-5 zmodernizowany w ramach programu AMP

Badania stopnia zużycia płatowców C5 Galaxy wykazały, że były one zużyte w 20%, dlatego postanowiono rozpocząć program gruntownej modernizacji awioniki maszyn. Unowocześnieniu poddano wszystkie samoloty typów C-5B i C-5C, oraz niektóre C-5A. Program modernizacji awioniki rozpoczęto w 1998 roku i objął on unowocześnienie systemów GATM i komunikacji, zastosowanie nowych wyświetlaczy LCD, instalację nowego autopilota, oraz nowoczesnych systemów nawigacyjnych i zabezpieczających.
Kolejnym etapem modernizacji C-5 Galaxy była wymiana silników wraz z mocującymi je do skrzydeł pylonami na General Electric CF6-80C2, wymiana APU, wzmocnienie podwozia, poszycia i konstrukcji kadłuba, unowocześnienie kokpitu oraz systemu ciśnieniowego. Silniki CF6 generują o 22% większy ciąg (240 kN) niż pierwotnie wykorzystywane, co skutkuje o 30% krótszym rozbiegiem maszyny i 38% większą prędkością wznoszenia. Dzięki mocniejszym silnikom znacznie wzrosła również ładowność maszyny i jej zasięg bez tankowania.
Samoloty C-5 Galaxy, które poddano wszystkim powyższym modernizacjom są oznaczone jako C-5M Super Galaxy.

## Wypadki
Od wprowadzenia C-5 do służby katastrofom uległy 4 maszyny, dwie kolejne zostały zniszczone na skutek pożarów, a kolejna od innych uszkodzeń na ziemi.
- C-5A (numer 67-0172) – spłonął w Palmdale w stanie Kalifornia podczas pożaru, który wybuchł 25 maja 1970 roku na skutek przegrzania turbiny. Pożar rozprzestrzenił się poprzez instalację hydrauliczną niszcząc cały kadłub maszyny. Silniki główne nie pracowały, dzięki czemu obyło się bez większych szkód i ofiar w ludziach[7].
- C-5A (numer 66-8303) – spłonął 17 października 1970 roku w mieście Marietta w stanie Georgia. Pożar wybuchł w jednym z 12 zbiorników paliwa podczas prowadzenia obsługi naziemnej maszyny. Jeden z pracowników obsługi zginął, a drugi został ranny. Była to pierwsza maszyna seryjna C-5 Galaxy[7].
- C-5A (numer nieznany) – został mocno uszkodzony 29 września 1971 roku w bazie Altus w Oklahomie, gdy podczas kołowania do startu silnik nr 1 oderwał się od skrzydła.
- C-5A (numer 68-0227) – pierwszy samolot C-5, który uległ katastrofie, 27 września 1974 roku rozbijając się w trakcie awaryjnego lądowania spowodowanego pożarem podwozia głównego. Załoga samolotu pomyłkowo skierowała maszynę na niewłaściwe lotnisko znajdujące się w tym samym mieście Clinton w stanie Oklahoma, które posiadało zbyt krótki pas startowy o długości 1330 metrów, zamiast na lotnisko Clinton-Sherman z pasem o długości 4100 metrów. W konsekwencji samolot wyjechał poza pas i uległ zniszczeniu[7].
- C-5A (numer 68-0218) – najbardziej znana katastrofa samolotu Galaxy, która miała miejsce 4 kwietnia 1975 roku podczas transportu sierot z Wietnamu (operacja Baby Lift). Katastrofa nastąpiła podczas próby awaryjnego lądowania w bazie Tân Sơn Nhứt w ówczesnym Sajgonie na skutek awarii blokady drzwi, która nastąpiła podczas lotu[7].
- Dwa C-5A – uszkodzone w maju 1982 roku w bazie Altus podczas tornado, gdy jedna z maszyn uderzyła dziobem w skrzydło drugiej. Oba samoloty wyremontowano i przywrócono do służby.
- Maszyna C-5A (numer 70-0446) została uszkodzona podczas lądowania 31 lipca 1983 roku w bazie sił powietrznych Shemya wypełniając rutynową misję transportową. Żaden z 12 członków załogi ani 4 pasażerów nie ucierpiał, a maszyna, której najbardziej uszkodzonymi elementami były ostatnie koła podwozia głównego i podłoga ładowni, została wyremontowana i przywrócona do służby[7].
- C-5A (numer 68-0216) – poważnie uszkodzony podczas lądowania na brzuchu. W 1986 roku w bazie Kelly w Teksasie przeprowadzano ćwiczenia załóg polegające na lądowaniu i starcie po dotknięciu kołami pasa. Na skutek błędu załogi podwozie nie zostało otwarte i maszyna uderzyła o pas kadłubem ulegając poważnym uszkodzeniom. Egzemplarz ten został odbudowany jako C-5C Galaxy dla NASA[7].

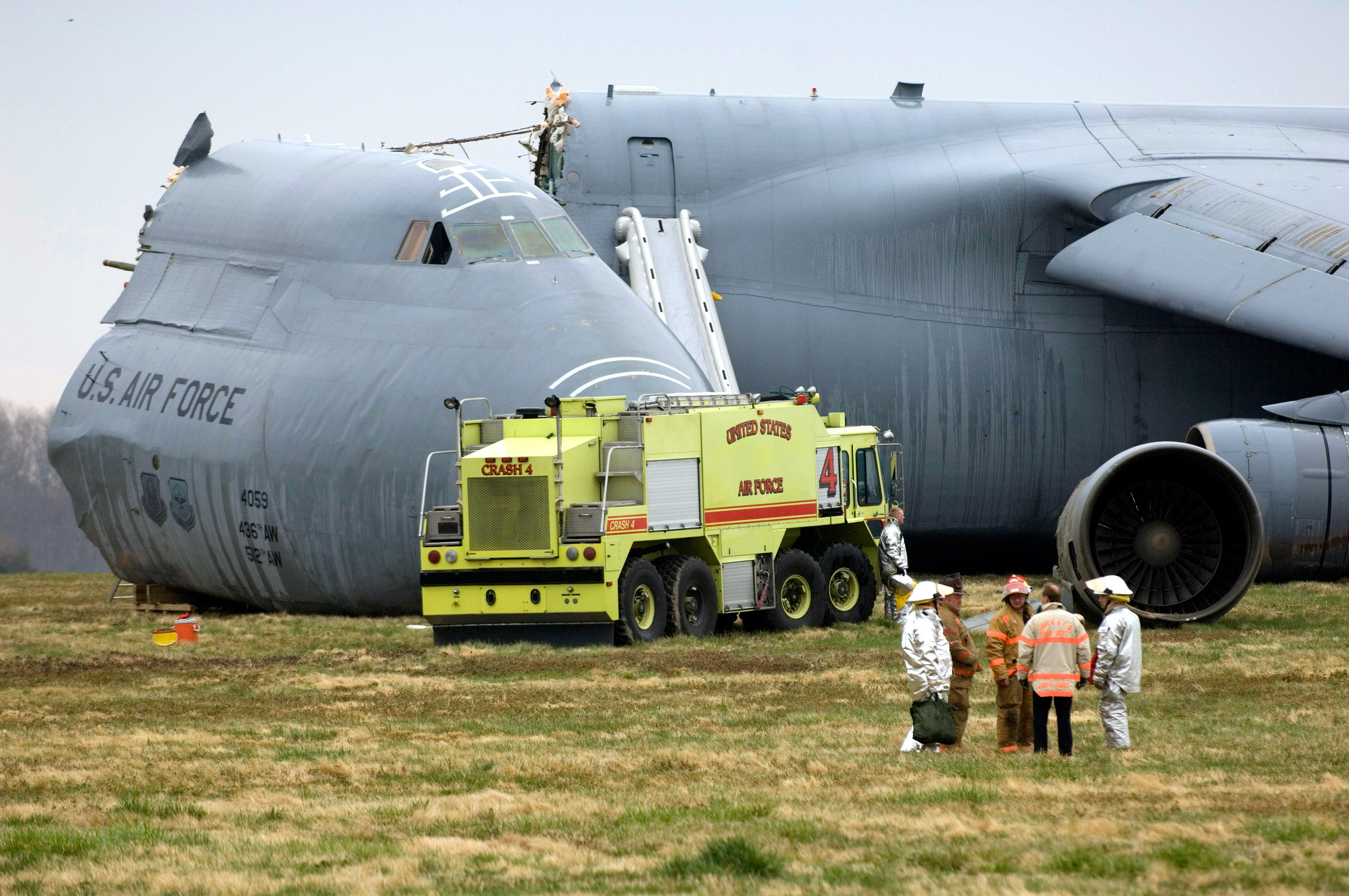
Rozbity 3 kwietnia 2006 roku C-5B Galaxy numer 84-0059

- C-5A (numer 68-0228) – uległ katastrofie na skutek awarii silnika krótko po starcie z bazy Ramstein Air Base w Niemczech 29 sierpnia 1990 roku. Maszyna, której celem było wsparcie jednostek w ramach operacji Pustynna Tarcza (ang. Desert Shield) wystartowała z 17-osobową załogą (w tym 9 członków załogi rezerwowej). Podczas wznoszenia po oderwaniu się od pasa włączył się jeden z odwracaczy ciągu, powodując utratę kontroli nad samolotem i w konsekwencji katastrofę. Z 17 obecnych na pokładzie osób tylko czterem znajdującym się w tylnym przedziale pasażerskim udało się przeżyć[7].
- C-5B (numer 84-0059) – uległ katastrofie na skutek awarii podczas lotu. 3 kwietnia 2006 roku samolot wystartował z bazy lotniczej w Dover w stanie Delaware, a niedługo po starcie systemy samolotu poinformowały, że jeden z silników ma otwarty odwracacz ciągu. W celu uniknięcia katastrofy podjęto decyzję o awaryjnym lądowaniu, które jednak nie powiodło się skutkując rozbiciem maszyny. Mimo wycieku dużej ilości paliwa nie doszło do pożaru i cała 17-osobowa załoga bezpiecznie opuściła wrak, odnosząc jedynie niegroźne obrażenia. Jako przyczynę katastrofy podano błąd pilota, który manipulował przepustnicą uszkodzonego i wyłączonego silnika, zamiast jednego z pozostałych, sprawnych silników. Przednia część kadłuba maszyny została później wykorzystana jako platforma testowa dla awioniki C-5 AMP, a resztę przeznaczono na złom[8].